# Бугровое (озеро)
Бугровое (каз. Бугровое) — озеро в Кызылжарском районе Северо-Казахстанской области Казахстана. Находится к западу от села Бугровое.
По данным топографической съёмки 1940-х годов, площадь поверхности озера составляет 1,01 км². Наибольшая длина озера — 1,3 км, наибольшая ширина — 1 км. Длина береговой линии составляет 3,9 км, развитие береговой линии — 1,08. Озеро расположено на высоте 132,9 м над уровнем моря.
Озеро входит в перечень рыбохозяйственных водоёмов местного значения.